# Paraplanodes
Paraplanodes is een kevergeslacht uit de familie van de boktorren (Cerambycidae). De wetenschappelijke naam van het geslacht werd voor het eerst geldig gepubliceerd in 1939 door Breuning.

## Soorten
Paraplanodes omvat de volgende soorten:
- Paraplanodes granulatocostatus (Heller, 1923)
- Paraplanodes simplicicornis (Heller, 1921)